# Matt Bentley
Matthew James Bentley (Clinton, 10 dicembre 1979) è un wrestler statunitense.
Noto per aver lottato nella Total Nonstop Action Wrestling con i ring name Matt Bentley, Michael Shane e Martyr Bentley.

## Carriera

### Gli inizi
Cugino di Shawn Michaels, Bentley lavorò nella Extreme Championship Wrestling dall'ottobre del 2000 fino all'ultimo show della federazione, svoltosi il 13 gennaio 2001. In seguito, lottò per la Ring of Honor, dove ebbe un feud con Paul London terminato con un match ad Unscripted vinto da London con una Shooting Star Press effettuata da una scala.

## Total Nonstop Action
Bentley fu scritturato dalla TNA nel 2003 e debuttò con il nome Michael Shane. Lottò fin dall'inizio per la X Division Championship, vincendolo nel primo Ultimate X match di sempre. Strinse quindi un'alleanza con Shane Douglas e Traci dando vita alla stable dei The New Franchise. Nel gennaio del 2004 perse il titolo contro Chris Sabin.
Nell'aprile del 2004 la stable si sciolse. Si alleò, assieme a Traci, con Kazarian dando vita al tag team Shazarian. Insieme sfidarono il detentore del titolo della X-Division, A.J. Styles, sconfiggendolo in un Ultimate X Match; a sorpresa, Bentley e Kazarian vennero dichiarati entrambi campioni. Due settimane dopo, persero il titolo in un Gaundlet for the Gold match. Il duo si divise all'inizio del 2005, quando Kazarian passò alla World Wrestling Entertainment; Traci divenne l'assistente di Dusty Rhodes e la nuova valletta di Bentley fu Trinity.
Nello stesso anno è costretto a rinunciare al ring name Michael Shane poiché la WWE lo giudicò troppo simile a quello di "Mike Shane", copyright della World Wrestling Entertainment ed utilizzato da un wrestler della federazione. In seguito, lottò dapprima come Michael per poi utilizzare il suo nome completo, Matt Bentley.
La sua carriera in TNA terminò nell'agosto del 2007, quando fu svincolato dalla federazione.
Comparì brevemente il 4 aprile 2008 combattendo a WWE Smackdown! come Matt Bentley contro Vladimir Kozlov, perdendo.

## Personaggio

### Mosse finali
- Sweet Shane Music / Head On Collision (Superkick)
- Bentley Bomb (Inverted Crucifix Powerbomb)
- The Universe (360° Spin Suplex)

### Manager
- Francine
- Traci Brooks

## Titoli e riconoscimenti
CyberSpace Wrestling Federation
- CSWF Cruiser X Championship (1)

Texas Wrestling Alliance
- TWA Television Championship (1)

Total Nonstop Action Wrestling
- TNA X Division Championship (2 - con Kazarian (1))